# عبد المؤمن أحمد عبد العال
عبد المؤمن أحمد عبد العال (19 سبتمبر 1974 -) هو كاتب مسرحي وروائي وقاص مصري.

## حياته
ولد بأسيوط 19 سبتمبر 1974.

## مؤلفاته
كتب عبد المؤمن أحمد عبد العال العديد من المؤلفات التي تنوعت بين القصص القصيرة، والرواية الطويلة، والنصوص المسرحية، ومنها:
- الفئران لا تغادر السفن الغرقى (مسرحية): صدرت عام 2009 عن الهيئة المصرية العامة للكتاب، وقد فازت بالمركز الثالث بمسابقة جائزة تيمور للكتابة المسرحية عام 2009.[2]

- حدث على أبواب المحروسة (رواية): صدرت عام 2009 عن الهيئة المصرية العامة للكتاب، وقد فازت بجائزة كتارا للرواية العربية عام 2019.

- الراعي بينوكيو (مسرحية): صدرت عام 2015 وفازت بالمركز الثاني في مسابقة الجائزة الدولية لمسرح المونودراما بالإمارات العربية المتحدة.[3]

## جوائز
- حصل عبد المؤمن أحمد عبد العال على عدد من الجوائز الأدبية والصحفية، ومنها:[4][5]

- جائزة كتارا للرواية العربية في دورتها الخامسة عام 2019 عن روايته «حدث على أبواب المحروسة».[6]

- المركز الثاني في الجائزة الدولية لمسرح المونودراما بالإمارات العربية المتحدة عام 2015 عن النص المسرحي «الراعي بينوكيو».[7][8]

- جائزة الشارقة في الإبداع الروائي

- جائزة فلسطين الدولية للإبداع الثقافي في المسرح

- جائزة تيمور للكتابة المسرحية عام 2009 (مركز ثالث)، والتي تقدمها رشيدة تيمور حفيدة الكاتب المصري الراحل محمد تيمور تحت رعاية الهيئة المصرية العامة للكتاب بالقاهرة عن مسرحيته «الفئران لا تغادر السفن الغرقي».[9]

- جائزة الدوحة للكتابة الدرامية عام 2020 عن النص الدرامي «درب السلاطين».[10]

- جائزة رماتان في القصة القصيرة

- جائزة القدس بإمارة أبي ظبي في البيارة عن القصة القصيرة

- جائزة إحسان عبد القدوس في القصة

- جائزة إحسان عبد القدوس في الرواية

- جائزة ساقية الصاوي في القصة القصيرة عام 2011.[11]

- جائزة كتاب اليوم التي تقدمها مؤسسة أخبار اليوم في القصة القصيرة

- جائزة نادي القصة في الرواية

- جائزة نادي القصة في القصة القصيرة

- جائزة القصير للإبداع في القصة القصيرة

- جائزة مكتبة الاسكندرية في القصة القصيرة